# Prion-Gletscher
Der Prion-Gletscher ist ein Gletscher am Mount Bird auf der antarktischen Ross-Insel. Er fließt südlich des Sheathbill Glacier.
Das New Zealand Antarctic Place-Names Committee benannte ihn 1989 nach dem Tribus Prion aus der Familie der Sturmvögel.